# الاتفاقية الخاصة بوضع اللاجئين
الاتفاقية الخاصة بوضع اللاجئين، التي تُعرف أيضًا باتفاقية عام 1951 الخاصة بوضع اللاجئين، هي اتفاقية متعددة الأطراف برعاية الأمم المتحدة تُعرّف لفظة «لاجئ»، وتحدّد حقوق الأفراد الذين يُمنحون حق اللجوء، بالإضافة إلى مسؤوليات الدول التي تستقبل اللاجئين. كما تحدّد الاتفاقية من هم الأفراد الذين لا يعتبرون لاجئين، كمجرمي الحرب على سبيل المثال. بالإضافة إلى ذلك، تمكّن الاتفاقية بعض الأفراد من السفر من دون الحاجة إلى تأشيرة سفر من خلال وثائق سفر صادرة بموجب هذه الاتفاقية. وعلى الرغم من أن الاتفاقية الخاصة بوضع اللاجئين قد وقّعت في جنيف، لا يجوز إطلاق اسم «اتفاقية جنيف» عليها، نظرًا إلى المعاهدات الأربع التي تنظر في النزاعات المسلّحة والتي تُعرف على نحو أفضل باتفاقيات جنيف.
ترتكز الاتفاقية الخاصة بوضع اللاجئين على المادة 14 من الإعلان العالمي لحقوق الإنسان الصادر عام 1948 الذي يقر بحق الأفراد بالسعي إلى اللجوء هربًا من الاضطهاد في دول أخرى. يحق للاجئ أن يتمتع بحقوق ومزايا في دولة ما بالإضافة إلى تلك المنصوص عليها في الاتفاقية.

## الإطار التاريخي
أُقرّت الاتفاقية في خلال مؤتمر خاص للأمم المتحدة في 28 تموز/يوليو من العام 1951. وكانت الدنمارك أولى الدول التي صادقت على المعاهدة في الرابع من كانون الأول/ديسمبر 1952، ودخلت المعاهدة حيز التنفيذ في 22 نيسان/أبريل 1954. في بادئ الأمر، اقتصرت صلاحية المعاهدة على حماية اللاجئين الأوروبيين الذين هربوا من بلادهم قبل الأول من كانون الثاني/يناير 1951 (أي بعد الحرب العالمية الثانية)، إلا أنه يحق للدول أن تعلن أن هذه الأحكام تنطبق أيضًا على اللاجئين القادمين من أماكن أخرى.
ألغى بروتوكول 1967 المهل الزمنية وهو ينطبق على اللاجئين «من دون أي حدود جغرافية»، إلا أن الإعلانات الصادرة سابقًا عن الدول الأطراف في الاتفاقية والتي تتناول النطاق الجغرافي تظل نافذة على الرغم من إبرام هذا البروتوكول.
بلغ عدد الدول الأطراف في هذه الاتفاقية 145 دولة في الأول من تموز/يوليو 2013، فيما بلغ عدد الدول الأطراف في البروتوكول 146.  ومؤخرًا، وقّع رئيس ناورو ماركوس ستيفن على كل من الاتفاقية والبروتوكول في 17 حزيران/يونيو 2011  وانضمّت الدولة إليهما في 28 حزيران/يوليو 2011. وتجدر الإشارة إلى أن مدغشقر وسانت كيتس ونيفيسطرفان في الاتفاقية فحسب، بينما دولة الرأس الأخضر المعروفة بكاب فيردي والولايات المتحدة الأمريكية وفنزويلا دول أطراف في البروتوكول فحسب. ومنذ أن صادقت الولايات المتحدة على بروتوكول عام 1968، تعهّت بمعظم الالتزامات المنصوص عليها في الوثيقة الأصلية لاتفاقية عام 1951 الخاصة بوضع اللاجئين (المواد 2-34) والمادة الأولى بصيغتها المعدلّة في البروتوكول، باعتبارها «القانون الأسمى للوطن».
ولا تزال الحقوق التي أقرّتها الاتفاقية قائمة اليوم بشكل عام. وطرح البعض فكرة أن طبيعة علاقات اللاجئين المعقّدة في القرن الحادي والعشرين تدعو إلى إبرام معاهدة جديدة تقرّ بالطبيعة المتطوّرة للدولة القومية ونزوح السكان والحرب المعاصرة. ومع ذلك، فإن الأفكار المماثلة لمبدأ عدم الإعادة القسرية (المادة 33) لا تزال تطبّق اليوم، مع اعتبار اتفاقية العام 1951 الركيزة الرئيسية لمثل هذه الحقوق.

## تعريف لفظة «لاجئ»
تعرّف المادة الأولى من الاتفاقية، بصيغتها المعدلة في بروتوكول عام 1967، اللاجئ على النحو التالي:
«كل شخص يوجد، وبسبب خوف له ما يبرره من التعرض للاضطهاد بسبب عرقه أو دينه أو جنسيته أو انتمائه إلى فئة اجتماعية معينة أو آرائه السياسية، خارج بلد جنسيته، ولا يستطيع، أو لا يريد بسبب ذلك الخوف، أن يستظل بحماية ذلك البلد، أو كل شخص لا يملك جنسية ويوجد خارج بلد إقامته المعتادة السابق بنتيجة مثل تلك الأحداث ولا يستطيع، أو لا يريد بسبب ذلك الخوف، أن يعود إلى ذلك البلد.» 
ارتكزت مجموعات عدّة على اتفاقية عام 1951 الخاصة بوضع اللاجئين لابتكار تعريف أكثر موضوعية. وفي حين تختلف شروط هذه التعريفات عن تلك الواردة في اتفاقية عام 1951 الخاصة بوضع اللاجئين، فقد ساهمت الاتفاقية إلى حد كبير في تشكيل التعريفات الجديدة الأكثر موضوعية. وتشمل هذه الأخيرة اتفاقية عام 1969 التي ترعى الأوجه المحددة لمشاكل اللاجئين في أفريقيا والتي أبرمتها منظمة الوحدة الأفريقية (منذ تأسيس الاتحاد الأفريقي عام 2002) وإعلان كارتاخينا لعام 1984، الذي وإن لم يكن ملزمًا، يضع أيضًا معايير إقليمية للاجئين في أمريكا الوسطى والمكسيك وبنما.

## حقوق الدول الأطراف في اتفاقية اللاجئين وواجباتها
في المبدأ العام للقانون الدولي، تُلزم المعاهدات النافذة الدول الأطراف فيها التي يتعين عليها أن تطبقها بكل حسن نيّة. وتعتبر الدول التي صادقت على اتفاقية اللاجئين مجبرة على حماية اللاجئين المتواجدين على أراضيها، وفقًا لشروط الاتفاقية. ويتعين على الدول الأطراف في الاتفاقية أن يلتزموا بعدد من الأحكام.

### يتعين على اللاجئين أن
- يتقيّدوا بكافة القوانين الوطنية للدول المتعاقدة (المادة 2)

### يتعين على الدول المتعاقدة أن
- تقوم بإعفاء اللاجئين من مبدأ المعاملة بالمثل (المادة 7): مما يعني أن منح اللاجئ أي حق يجب ألا يرتبط بمنح معاملة مماثلة لبلد اللاجئ الأم، نظرًا إلى أن بلد اللاجئ الأم لا يؤمن له الرعاية [11]
- تكون قادرة على اتخاذ تدابير مؤقتة بحق لاجئ إن اقتضت الحاجة لمصلحة الأمن القومي الأساسي (المادة 9)
- تحترم أحوال اللاجئ الشخصية والحقوق المترتبة عن ذلك، ولاسيما الحقوق المتعلقة بمسألة الزواج (المادة 12)
- تؤمن للاجئين حرية الوصول إلى المحاكم (المادة 16)
- تقدّم المساعدة الإدارية للاجئين (المادة 25)
- تؤمن أوراق ثبوتية للاجئين (المادة 27)
- تؤمن وثائق سفر للاجئين (المادة 28)
- تسمح للاجئين أن ينقلوا أصولهم (المادة 30)
- تؤمن إمكانية استيعاب اللاجئين وتجنيسهم (المادة 34)
- تتعاون مع المفوضية السامية للأمم المتحدة لشؤون اللاجئين (المادة 35) في تأدية مهامها وتساعد المفوضية على الإشراف على تطبيق أحكام الاتفاقية [11]
- توفر المعلومات عن أي تشريعات وطنية قد تعتمدها لضمان تطبيق الاتفاقية (المادة 36) [11]
- تقوم بتسوية الخلافات التي قد تنشأ بينها وبين دول متعاقدة أخرى في محكمة العدل الدولية إن لم يتوفر أي حل آخر (المادة 38)

### يتعين على الدول المتعاقدة ألا
- تمارس أي تمييز بحق اللاجئين (المادة 3)
- تتخذ تدابير استثنائية بحق لاجئ فقط بسبب جنسيته (المادة 8)
- تنتظر من اللاجئين أن يسددوا أي ضرائب أو رسوم مالية مغايرة لتلك التي يسددها المواطنون (المادة 29)
- تفرض عقوبات على اللاجئين الذين دخلوا بطريقة غير شرعية طالبين اللجوء إن قدموا أنفسهم إلى السلطات (المادة 31)
- تطرد اللاجئين (المادة 32)
- تعيد اللاجئين بالقوة أو «قسرًا» إلى البلد الذي فروا منه (المادة 33). ويجمع الكثيرون على نطاق واسع أن حظر العودة القسرية هو جزء من القانون الدولي العرفي، ما يعني أن حتى الدول التي ليست طرفًا في اتفاقية عام 1951 الخاصة بوضع اللاجئين مجبرة على احترام مبدأ عدم الإعادة القسرية.[11]  وبالتالي، يتعين على الدول، بموجب الاتفاقية والقانون الدولي العرفي، أن تحترم مبدأ عدم الإعادة القسرية. وفي حال أو متى انتهك هذا المبدأ، يحق للمفوضية السامية للأمم المتحدة لشؤون اللاجئين أن تستجيب عبر التدخل مع السلطات المختصة، وإن اقتضت الحاجة، أن تُعلم الشعب.[11]

### يجب معاملة اللاجئين مثل المواطنين على الأقل في ما يتعلق بـ
- حرية ممارسة شعائرهم الدينية (المادة 4)
- احترام ورعاية الحقوق الفنية والملكية الصناعية (المادة 14)
- التقنين (المادة 20)
- التعليم الابتدائي (المادة 22)
- الإغاثة والمساعدة العامة (المادة 23)
- قانون العمل والضمان الاجتماعي (المادة 24)

يجب معاملة اللاجئين مثل سائر غير المواطنين على الأقل في ما يتعلق بـ
- الممتلكات المنقولة وغير المنقولة (المادة 13)
- الحق في تكوين الجمعيات من نقابات وغيرها من الجمعيات (المادة 15)
- العمل لقاء أجر (المادة 17)
- العمل الحر (المادة 18)
- ممارسة المهن الحرة (المادة 19)
- السكن (المادة 21)
- التعليم الذي يتخطى التعليم الابتدائي (المادة 22)
- الحق في التنقل وحرية اختيار مكان الإقامة داخل البلاد (المادة 26)